# هرمان فريدريش ويلهلم هنريكس
هرمان فريدريش ويلهلم هنريكس (بالألمانية: Hermann Friedrich Wilhelm Hinrichs)‏ (و. 1794 – 1861 م) هو فيلسوف، وعالم عقيدة، وأستاذ جامعي ألماني، توفي في فريدريشرودا، عن عمر يناهز 67 عاماً.